# Nyári Lóránt
Nyári Lóránt (Szeged, 1928. február 10. – Budapest, 1982. június 20.) festő, grafikus.

## Életútja
Tanulmányait 1949 és 1954 között a Magyar Képzőművészeti Főiskola festő szakán végezte, ahol mesterei Kmetty János és Pór Bertalan voltak. Műveit 1957-től állította ki. Eleinte posztimpresszionista tájképeket festett, de foglalkozott rézkarcok készítésével is. Táblaképeit elsősorban gesso technikával készítette. 

## Egyéni kiállítások
- 1959 • MSZMP V. kerületi Pártház, Budapest • Művelődési Központ, Budapest-Csepel • Művelődési Ház, Kiskunhalas
- 1970 • Fényes Adolf Terem, Budapest (kat.).

## Válogatott csoportos kiállítások
- 1960 • 8. Magyar Képzőművészeti kiállítás, Műcsarnok, Budapest.

## Művek közgyűjteményekben
- Magyar Nemzeti Galéria, Budapest.